# Río Utcubamba
El río Utcubamba es un río que nace cerca de Leimebamba, a 90 kilómetros de Chachapoyas en la provincia de Chachapoyas del departamento de Amazonas en los Andes del Norte del Perú. Se une con el río Marañón cerca de la ciudad de Bagua.
El río Utcubamba es demasiado estrecho para ser navegable, pero da vida a varias plantas hidroeléctricas que abastecen a gran parte del departamento de Amazonas.
El valle del Utcubamba se utiliza para la agricultura, el clima tropical y las posibilidades de regar las chacras con el agua del río son muy favorables por ejemplo para la yuca, el maíz, el arroz, la caña y el plátano.
El nombre "Utcubamba" viene del Quechua local. Anteriormente se utilizaba el valle del río Utcubamba para algodón. "Utcu" signífica algodón, "Bamba" es la pampa, la pampa del algodón.

## Evolución toponímica

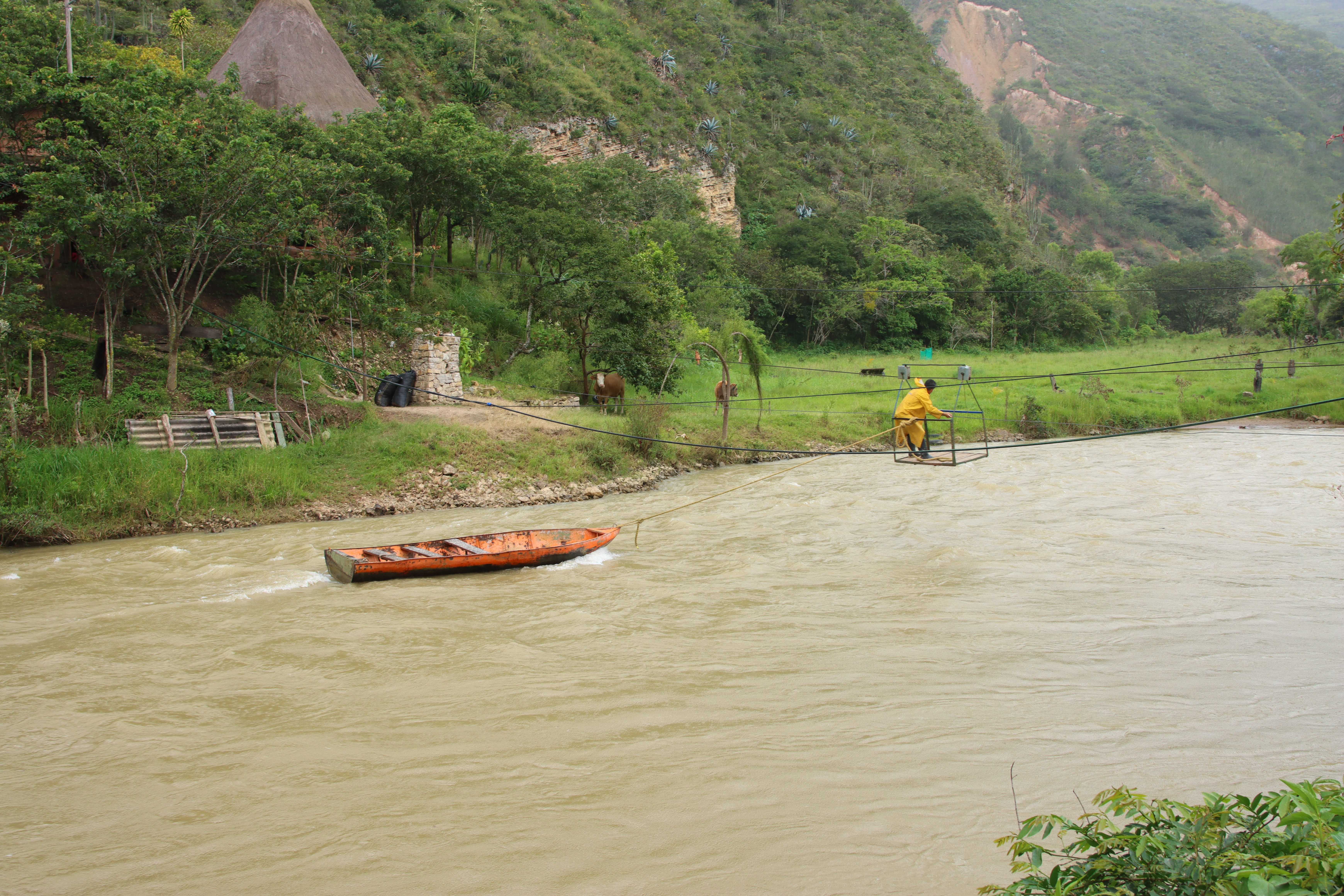
Transbordador de cable en El Tingo

El río Utcubamba no siempre fue conocido como tal, sino que en el pasado poseía otras denominaciones. La evolución toponímica en detalle fue la siguiente: 
- En el año de 1549 el capitán Diego Palomino realiza una relación de las provincias que hay en el Chuquimayo (Chinchipe), adjunta a esta un mapa que se observa al pueblo de Bagua y a un río denominado como Río Bagua; a partir de esto, se concluye que el nombre primigenio del río Utcubamba, fue río Bagua.
- En el año 1566 el conquistador español Pedro Malavé de Silva junto a un grupo de seguidores lugareños cruzó la cordillera y descendió hacia el este por los ríos Utcubamba y Marañón. Acuciados por el hambre y las enfermedades, la expedición alcanzó las planicies de los Omaguas, donde los indios del lugar informaron que si los españoles continuaban hacia el norte encontrarían gente que trabajaban con oro. Así la expedición entre bosques y bordeando el flanco este de los Andes continuó hacia el Norte hasta llegar a San Juan de los Llanos, cerca del río Ariari, Colombia. Siguió el ascenso hasta Santa Fé de Bogotá caminando unas 900 millas y, de esta manera, Malavé de Silva llegó a establecer la primera ruta terrestre entre Colombia y Perú. Esta expedición de Malavé fracasó en su intento de encontrar El Dorado. Hubo más.
- El padre jesuita Samuel Fritz, misionero en Maynas, natural de Bohemia (actual República Checa), fue el primero en explorar el Marañón y localizó su naciente en Lauricocha. Luego de sus investigaciones publica en 1707 un mapa de “El gran río Marañón o Amazonas”, es aquí donde al Utcubamba lo designa como Río Peca.
- Tanto en el “Mapa de la provincia de Quito y de sus Adyacentes”, de Pedro V. Maldonado (1750) y el “Mapa Geográfico de América Meridional”, de Juan de la Cruz Cano y Olmedilla (1775), al Utcubamba se le nombra como Río Huahua o Chachapoyas.
- El padre Francisco Javier Weigel en 1769 elabora un “Mapa de las Misiones de Maynas”, su tarea la concluyó en las cárceles de Lisboa, en esa época al río Utcubamba se le consignó como Río Huahua.
- En las postrimerías del siglo XVIII, el obispo de Trujillo Baltazar Jaime Martínez de Campoñón encarga realizar numerosas cartas topográficas de la jurisdicción de su obispado, es en estas trazas donde tenemos los referentes documentales más tempranos para el Río Vtcvbamba (nótese la grafía antigua).